# 天花寺さやか
天花寺 さやか（てんげいじ さやか）は、京都生まれ、京都育ちの作家・エッセイスト。
著書に京都を舞台にした探偵小説『京都府警あやかし課の事件簿』(PHP)シリーズやエッセイ集『京都へおいない』(ぱるす出版)がある。前書で第7回京都本大賞を受賞。

## 人物
作家デビューのきっかけは小説投稿サイト「エブリスタ」における作品が注目されたこと。目指す作家は宮尾登美子だという。作家になりたいと思ったのは、小学校2年の時にアニメ映画「耳をすませば」を見たのがきっかけだという。あるとき母親が書いたものを見て「これ面白いね」と言われたことが自信になったのだという。
父親から歴史漫画の本をたくさん買ってもらい、豊臣秀吉が登場する小説を書いたところ、父親に「面白い」と言われたことも、作家になろうということの後押しになったと『京都へおいない』に収録された語り下ろしの中で告白している。

## 著書
- 『京都府警あやかし課の事件簿』シリーズ（PHP） - エブリスト「京都しんぶつ幻想記」を加筆改題
- 『京都へおいない』（ぱるす出版 2022年、ISBN 978-4-8276-0265-4）
- 『京都丸太町の恋衣屋さん』（双葉文庫）